# 科林·斯雷德
科林·斯雷德（英語：Colin Slade；1987年10月10日—）是一位新西蘭橄欖球運動員，出生在基督城。他是新西蘭國家橄欖球隊的一員，代表新西蘭參加了2015年世界盃橄欖球賽。